# Wilhelm Kotz von Dobrz
Wilhelm Kotz von Dobrz, též von Dobrž, česky Vilém svobodný pán Kotz z Dobrše (9. ledna 1839 Praha – 30. července 1906 Turja Bistra), byl rakouský šlechtic z rodu Koců z Dobrše a politik německé národnosti z Čech, v 2. polovině 19. století poslanec Říšské rady a Českého zemského sněmu.

## Biografie
Jeho otec Christian Kotz von Dobrz působil jako politik. Wilhelm od svých šestnácti let sloužil v armádě. Byl rytmistrem. Z armády odešel roku 1866 po účasti na prusko-rakouské válce, v níž sloužil coby rytmistr u husarského regimentu. Pak byl velkostatkářem na rodinném panství Újezd Svatého Kříže. Specializoval se na chov koní. Vystudoval zemědělství v Tharandtu u Drážďan. Roku 1879 získal titul komořího. Byl literárně činný.
Zapojil se i do politiky. V doplňovacích volbách do Říšské rady byl roku 1878 zvolen za kurii velkostatkářskou v Čechách. V zemských volbách v roce 1878 byl rovněž zvolen na Český zemský sněm za kurii velkostatkářskou (svěřenecké velkostatky). Patřil ke Straně ústavověrného velkostatku, která byla proněmecky, provídeňsky a centralisticky orientovaná.
Byl ženatý, ale manželství zůstalo bězdětné. Zemřel náhle na mrtvici v červenci 1906 na svém statku v Turja Bistra u Užhorodu, který zdědil roku 1885 a kde byl rovněž podle svého přání pohřben.
Jeho bratr Wenzel Kotz von Dobrz byl rovněž politicky aktivní a zasedal na zemském sněmu.